# 米德蘭 (科羅拉多州)
米德蘭（英語：Midland）是位於美國科羅拉多州特勒縣的一個人口普查指定地區。

## 地理
米德蘭的座標為38°51′30″N 105°09′42″W / 38.85833°N 105.16167°W，而該地最高點為海拔高度2733米（即8966英尺）。

## 人口
根據2010年美國人口普查的數據，米德蘭的面積為4.504平方千米，當中陸地面積為4.458平方千米，而水域面積為0.046平方千米。當地共有人口156人，而人口密度為每平方千米34人。